# Similicaudipteryx
Similicaudipteryx é um gênero de dinossauro terópode do Cretáceo Inferior da China. Ah uma única espécie descrita para o gênero Similicaudipteryx yixianensis. Em 2010, dois novos espécimes foram descritos apresentando traços de penas.